# Złodziejka książek (film)
Złodziejka książek (ang.: The Book Thief) – amerykańsko-niemiecki dramat wojenny z 2013 roku w reżyserii Briana Percivala. Scenariusz do filmu powstał na podstawie powieści australijskiego pisarza Markusa Zusaka pod tym samym tytułem (2006).
Zdjęcia do filmu powstały w Niemczech między 28 lutego a 15 kwietnia 2013 roku.

## Fabuła
Film opowiada o losach nastoletniej Liesel Meminger w przededniu i podczas II wojny światowej. Dziewczynka mieszka, wraz z przybranymi rodzicami, w fikcyjnym Molching na przedmieściach Monachium. Narratorem filmu jest Śmierć.
W kwietniu 1938, głos reprezentujący Śmierć (Roger Allam) opowiada o tym, jak młoda Liesel Meminger (Sophie Nélisse) wzbudziła jego zainteresowanie. Liesel podróżuje pociągiem z matką (Heike Makatsch) i młodszym bratem, gdy on umiera. Na jego pogrzebie podnosi książkę, która została upuszczona na jego grobie przez grabarza. Liesel jest następnie przekazana do nowych rodziców: Hansa (Geoffrey Rush) i Rosy (Emily Watson) Hubermann, ponieważ jej matka, komunistka, ucieka z Niemiec. Kiedy przybywa, robi wrażenie na sąsiedzie, Rudim Steiner (Nico Liersch).
Rudy towarzyszy jej w pierwszym dniu szkoły. Kiedy nauczycielka pyta Liesel, czy może napisać swoje imię na tablicy, ona jest tylko w stanie napisać trzy X. Rysuje pierwszy X i dzieci śmieją się z niej; ona pisze drugie X i dzieci śmieją się z niej jeszcze bardziej; i na koniec trzeciego X jest proszona, aby powrócić na swoje miejsce. Jest zakłopotana, gdyż wyszło na jaw, że nie umie pisać. Później tego samego dnia jest obiektem drwin chłopców, którzy mówią na nią „Dummkopf” („bałwan” w języku niemieckim). Jeden z chłopców, Franz Deutscher, wyzywa ją, a Liesel odpowiada jednym słowem, które kiedyś przeczytała. Zachwyca Rudy’ego i szybko stają się przyjaciółmi. Kiedy Hans, jej przybrany ojciec, uświadamia sobie, że Liesel nie umie czytać, zaczyna ją uczyć, korzystając z książki, którą wzięła z grobu. Liesel zaczyna mieć obsesję czytania czegokolwiek, co wpadnie w jej ręce.
Liesel i Rudy są członkami ruchu Hitlerjugend. Podczas gdy trwa nazistowska ceremonia płonących książki, Liesel i Rudy są prześladowani przez Franza i w końcu rzucają w ogień swoje książki. Liesel jednak jest zdenerwowana, gdy widzi palące się książki. Ceremonia się kończy i wszyscy odchodzą, ale ona wraca i łapie książkę, która nie została spalona. Jest dostrzeżona przez Ilsę Hermann (Barbara Auer), żonę burmistrza (Rainer Bock). Hans odkrywa, że wzięła książkę i mówi jej, że musi to utrzymać w tajemnicy przed wszystkimi. Pewnego dnia, Rosa pyta Liesel, czy nie weźmie prania do domu burmistrza. Liesel zdaje sobie sprawę, że kobieta, która ją zobaczyła, gdy brała książkę jest żoną burmistrza. Boi się, że wyrzuci ją na zewnątrz. Zamiast tego, Ilsa bierze ją do swojej biblioteki i mówi, że Liesel może przyjść tu zawsze i czytać to, co chciałaby. Dziewczyna dowiaduje się o Johannie, który był synem Ilsy i teraz bardzo go kobiecie brakuje. Ilsa głęboko przeżywa utratę syna i upamiętnia go, nie niszcząc tej biblioteki. Pewnego dnia dziewczynkę w bibliotece znajduje burmistrz, który nie tylko kończy jej wizyty, ale odrzuca Rosę jako praczkę. Liesel nadal „pożycza” książki z biblioteki burmistrza, wspinając się przez okno.
Jest noc przemocy wobec Żydów (znanej historycznie jako noc kryształowa). Max Vandenburg (Ben Schnetzer) i jego matka są Żydami. Znajomy informuje ich, że jedno z nich (ale tylko jedno) może z nim uciec. Matka Maxa zmusza syna do wyjazdu. Max idzie do domu Hubermannów, gdzie Rosa i Hans dają mu schronienie. Max jest synem człowieka, który uratował Hansa w I wojnie światowej. Chłopak początkowo pozostaje w pokoju Liesel i zaczynają być przyjaciółmi przez ich wzajemną nienawiść do Hitlera. Liesel obwinia Hitlera o śmierć jej matki. Zaczyna się II wojna światowa, przez co początkowo większość dzieci w okolicy Liesel jest bardzo zadowolona. Max później przeniósł się do piwnicy, aby mógł więcej się poruszać. W piwnicy jest chłodniej i dlatego Max staje się niebezpiecznie chory. Liesel pomaga go odzyskać, czytając mu w każdej wolnej chwili.
Pewnego dnia podczas „pożyczki” kolejnej książki z domu burmistrza, Rudy odnajduje Liesel. Chłopiec odkrywa tajemnicę książek, a także tajemnicę dotyczącą Maxa, którego imię czyta w pamiętniku Liesel (Max podarował go dziewczynce na Boże Narodzenie). Rudy domyśla się, że jej rodzina ukrywa kogoś i przysięga nikomu o tym nie mówić. Franz słyszy ostatnie słowa Rudy’ego o zachowaniu czegoś w tajemnicy. Franz gwałtownie popycha chłopca, żeby ujawnił sekret, ale Rudy rzuca dziennik do rzeki, aby utrzymać go z dala od Franza. Jednak po odejściu Franza Rudy zanurza się w lodowatej rzece, by uratować dziennik i wtedy Liesel uświadamia sobie, że naprawdę może mu ufać. Wkrótce miejscowy członek partii przychodzi, by sprawdzić piwnicy Hubermannów i pospiesznie ukrywają Maxa. Jednak mówi im, że ich piwnica była sprawdzana jako potencjalny schron i uświadamiają sobie, że nie byli podejrzani o ukrywanie zbiega.
Podczas jednodniowej pracy Hans widzi Lehmana, sąsiada i przyjaciela. Jest zabrany przez policję, bo jest Żydem. Lehman próbuje powiedzieć policji, że jest Niemcem, którego syn jest niemieckim żołnierzem, ale nie słuchają go. Hans próbuje interweniować i mówi oficerowi, że Lehman jest dobrym człowiekiem, ale zostaje tylko rzucony na ziemię. Hans zdaje sobie sprawę, że uczynił ogromny błąd, ponieważ doprowadził do widoczności jego rodziny. Mówi rodzinie o tym i Max uświadamia sobie, że musi ich opuścić, jeśli chce ich chronić. Niedługo później Hans odbiera telegram, że został wcielony do armii i musi natychmiast opuścić dom.
W drodze do domu ze szkoły, Liesel uważa, że widziała Maxa w linii Żydów przymusowo maszerujących przez miasto. Zaczęła wykrzykiwać jego imię i biegać pomiędzy nimi, szukając przyjaciela. Dwukrotnie zostaje rzucona na chodnik przez niemieckich żołnierzy i wreszcie łagodnieje, gdy Rosa podnosi ją i zabiera ją do domu. W ciągu kilku dni, Hans wraca do domu, bo został ranny w wyniku wybuchu bomby, która wybuchła w kolejnej ciężarówce.
Rodzina cieszy się sobą przez krótki czas. Pewnej nocy miasto jest przypadkowo bombardowane, a syreny nalotu nie cichną. Hans, Rosa i rodzina Rudy’ego (z wyjątkiem ojca, który został również powołany do wojska) giną w wybuchu. Liesel przeżyła zamach, bo zasnęła w piwnicy podczas pisania w dzienniku podarowanego jej przez Maxa. Sąsiedzi wyprowadzają ledwo żywego chłopca z domu. Zaczyna mówić Liesel, że ją kocha, jednak umiera i nie kończy zdania. Liesel błaga go, aby się „obudził”, mówiąc mu, że da mu buziaka. Mimo że już umarł, ona jednak go całuje. Podczas tej sceny znów słychać Śmierć. Mówi o tym, jak otrzymał dusze zmarłych. Liesel upada, a jeden z żołnierzy niesie ją na noszach. Kiedy budzi się, widzi książkę wśród gruzów i podnosi ją. Potem widzi odjeżdżającego burmistrza, a wraz z nim Ilsę. Teraz Ilsa jest jej jedyną przyjaciółką. Dziewczyna podbiega do niej i przytula ją.
Dwa lata później Niemcy wpadły w ręce aliantów. Liesel pracuje jako krawcowa w sklepie będącym własnością ojca Rudy’ego, gdy widzi wchodzącego Maxa. Uradowana jego przeżyciem i powrotem, biegnie się do niego przytulić. W ostatniej scenie Śmierć mówi ponownie o życiu Liesel i jej śmierci w wieku 90 lat, o jej mężu, dzieciach i wnukach, gdy patrzymy na jej współczesne mieszkanie na Manhattanie w Upper East Side ze zdjęciami z jej przeszłości i jej portret, na której aparat się zatrzymuje. Narrator nie podaje, którego mężczyznę poślubiła, ale sugeruje, że został pisarzem. Śmierć mówi, że widział wiele dobrych i złych rzeczy na przestrzeni lat, ale Liesel jest jedną z nielicznych, którzy w historii zaczęli się zastanawiać, „co to jest życie?”. Śmierć stwierdza, że tylko on naprawdę wie, że on jest „nawiedzony przez ludzi”.

## Obsada
- Geoffrey Rush jako Hans Hubermann
- Emily Watson jako Rosa Hubermann
- Sophie Nélisse jako Liesel Meminger
- Nico Liersch jako Rudy Steiner
- Ben Schnetzer jako Max Vandenburg
- Sandra Nedeleff jako Sarah
- Hildegard Schroedter jako pani Becker
- Gotthard Lange jako grabarz
- Roger Allam jako Śmierć (narrator)